# Acromantis australis
Acromantis australis är en bönsyrseart som beskrevs av Henri Saussure 1871. Acromantis australis ingår i släktet Acromantis och familjen Hymenopodidae. Inga underarter finns listade i Catalogue of Life.